# Panislamismus

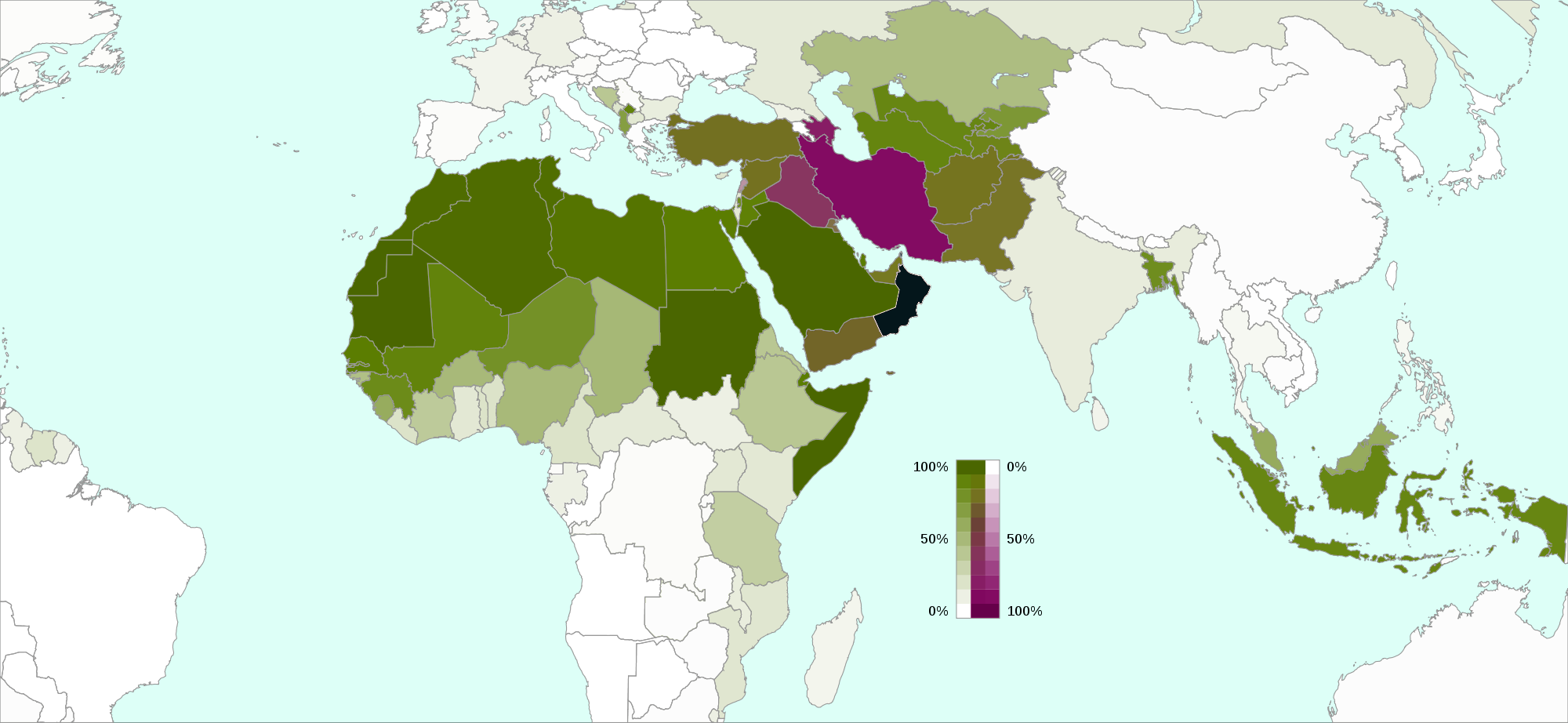
Islám podle zemí
sunnité
ší'ité
ibádíja

Panislamismus je politické hnutí obhajující myšlenku jednoty všech muslimů pod záštitou jednotného islámského státu, nejčastěji chalífátu. Panislamismus se zaměřuje na první léta islámu – vládu Mohameda a první chalífát – kdy byl muslimský svět jako jeden stát silný.
V moderní době byl panislamismus prosazován Džamáluddínem Afgháním, který usiloval o jednotu mezi muslimy, odvolávaje se na koloniální okupaci muslimských zemích. Jako forma náboženského nacionalismu na rozdíl od panarabismu – ideologie částečně konkurující panislamismu a obhajující jednotu a nezávislost Arabů nezávisle na náboženství – představuje panislamismus ideu jednotných muslimů bez ohledu na jejich národnost.